# Chacarita Juniors
Club Atlético Chacarita Juniors är en argentinsk fotbollsklubb från Villa Maipú, San Martín i provinsen Buenos Aires.
Funebreros ("begravningsentreprenörer"), som de kallas, spelar numera i den argentinska högsta ligan efter att 8 juni 2009 vunnit mot Platense med 1-0 och säkrat uppflyttning från Division 2.
Chacarita Juniors bildades 1 maj 1906 och har pendlat i det argentinska ligasystemet.
1969 vann Chacarita sitt hittills enda mästerskap i Metropolitanoligan, vilket var en föregångare till dagens högstaliga.